# Вежнали (золоторудное месторождение)
Золоторудное месторождение Вежнали (азерб. Vejnəli qızıl yatağı) — расположено в одноименном селе в административно-территориальном округе Зангеланского района Азербайджана. Контрактная площадь охватывает территорию 344 км².

## История
Золоторудное месторождение открыто в конце 50-х — начале 60-х годов XX века. В 1962—1971, 1976—1981 и 1983—1984 годах на руднике проводились геологоразведочные работы.
В 1993 году ходе Первой карабахской войны село было занято армянскими вооружёнными силами, и до ноября 2020 года находилось под контролем непризнанной НКР. 30 октября 2020 года в ходе Второй карабахской войны село Вежнали вернулось под контроль ВС Азербайджана.
Известно, что на протяжении долгого времени здесь велась незаконная добыча золота. Незаконный доход составил 301 миллион 918 тысяч манат для компании, зарегистрированной в Швейцарии. Также было выявлено, что в незаконной разведке золота на данном руднике участвовал Вардан Сермакес.

### Современный период
В конце 2021 года Азербайджан выдал разрешение на доступ в село сотрудникам британской компании «Anglo Asian Mining Plc» для исследования месторождения. Между данной компанией и Азербайджаном ещё в 1997 году было подписано соглашение о разделе продукции на разработку шести контрактных площадей, одним из которых является «Вежнали» (доля Азербайджана — 51 %, Anglo Asian Mining Plc. — 49 %).